# Dobrá Niva, Zvolen
Dobrá Niva este o comună slovacă, aflată în districtul Zvolen din regiunea Banská Bystrica. Localitatea se află la altitudinea de 357 m deasupra n.m., se întinde pe o suprafață de 52,51 km2 și în 2017 număra 1.874 de locuitori.

## Istoric
Localitatea Dobrá Niva este atestată documentar din 1254.

## Demografie
| An:                | 1994 | 2004   | 2014   | 2024   |
| ------------------ | ---- | ------ | ------ | ------ |
| Număr de persoane: | 1755 | 1796   | 1860   | 1822   |
| Diferență:         |      | +2,33% | +3,56% | −2,04% |

| An:                | 2023 | 2024   |
| ------------------ | ---- | ------ |
| Număr de persoane: | 1852 | 1822   |
| Diferență:         |      | −1,61% |